# How Much Is the Fish?
A How Much the Fish? című szám a Scooter 1998-as első kislemeze ötödik, No Time to Chill című albumukról. Ez volt az első kislemez, mely már Ferris Bueller nélkül készült, a helyére lépett új taggal, Axel Coon-nal. A dal hatalmas siker lett, többszörös aranylemez lett, Magyarországon pedig a slágerlisták élére is került egy időre. A dal a Lokomotiv Moszkva félhivatalos himnusza.

## Története
Az "Always Hardcore" című könyvben H.P. Baxxter úgy nyilatkozott, hogy a dallam az ő fejéből pattant ki: egy klasszikus breton kocsmadal német változatának, a "Was wollen wir trinken?"-nek a dallama járt a fejében, amelyet elképzelt skótdudás aláfestéssel. Az ötletet tett követte, és másnap elkezdték a munkálatokat. A címet a hetvenes évekbeli punkegyüttes, a Stomp "Buffalo" című számának dalszövegéből kölcsönözték, ez a cím azóta is viccek és poénok forrása. Magyarországi koncerteken gyakran láthatóak rajongók, akik különféle halfajták kilónkénti árát mutatják fel a levegőbe a magukkal hozott táblákon. 2015-ben a németországi Edeka áruházlánc reklámjában a hal árát 1 euró 59 centben határozták meg, azóta valahányszor felmerül egy interjún kérdésként, H.P. mindig ezt válaszolja.
Érdekesség, hogy a "Buffalo" sorainak folytatása, a "Does the Fish Have Chips?" is Scooter-szám lett 2007-ben, mely a The Ultimate Aural Orgasm albumon jelent meg.
Egyike azon koncertszámoknak, amelyek során H.P. odaengedi a mikrofonhoz zenésztársait is, és velük együtt szövegel. A múltban Rick J. Jordan, később Michael Simon, manapság pedig Jay Frog az, aki közreműködni szokott benne.

## Számok listája
1. How Much Is the Fish? (Radio Version) – 03:45
2. How Much Is the Fish? (Extended Fish) – 05:23
3. How Much Is the Fish? (Clubfish) – 06:11
4. Sputnik – 03:06

Egyes kiadásokon szerepelt egy ötödik, rejtett track is, ez egy másfél perces előzetes volt az új album "Hands Up!" című számából.

### Bakelitverzió
- A1: Clubfish - 06:11
- B1: Extended Fish - 05:23

Létezett emellett egy szimpla, egyoldalas bakelitváltozat is, melyen csak a "Clubfish" volt rajta.

## Videóklip
A videóklip két elkülönülő részből áll: felvett jelenetek és koncertvideók (utóbbiak az 1998-as budapesti In Da House Party alkalmával készültek). A történeti része egy lányról szól, akit egy motorosbanda üldöz egy parkolóházban, ám az itt focizó fiatalok ötletes módon a segítségére sietnek. A Push The Beat For This Jam borítókönyve szerint a klip végén az utolsó jelenetben egy döglött hal jelent volna meg, ám ez végül elmaradt, mert a halról megfeledkeztek, és az erősen romlásnak indult, szaga pedig elárasztotta a forgatás helyszínét.

## Fogadtatás
A kislemez már a megjelenésekor hatalmas siker lett: Németországban, Belgiumban, és Finnországban aranylemez lett. Több országban 1998 legjobb számának választották meg stílusán belül (Oroszország, Csehország). A mai napig klasszikus, nélküle nincs Scooter-koncert.

## Más változatok
A 2002-ben megjelent "Push The Beat For This Jam" válogatáslemezen a dal élő változata hallható, melyet a lengyel turnéhelyszínek egyikén vettek fel. 2004-ben a "10th Anniversary Concert" című élő kiadványon is hallható, a "Frequent Traveller" című dallal egybejátszva.
Ugyancsak 2002-ben jelent meg az "Encore - Live and Direct" című koncertkiadvány, amelyen szintén élő felvételben hallható, méghozzá akként, hogy a "We Are The Greatest" felvezetésével kezdődik, majd ebből úszik át a dal, a legvégén pedig H.P. Baxxter előadja a cappella stílusban a "Surfin' Bird" című dalt a The Trashmen együttestől.
Felkerült a 2006-os Excess All Areas című koncertlemezre is, de az csak a musicload.de oldalon megvásárolható online kiadásban elérhető.
2007-ben elkészült "The Fish Is Jumping" címmel a dal jumpstyle stílusra átírt változata, mely a "The Question Is What is The Question" kislemezen szerepelt. Egy ideig ebben a változatban játszották koncerteken is.
2008-tól kezdve felújított, modernebb hangzású változatban játsszák koncerteken, ahol a szöveges részbe Rick J. Jordan, később Michael Simon is beszállt. Ez utóbbi változat került fel a "Live In Hamburg" című koncertalbumra. 2012-ben még tovább javítottak rajta: belekerült egy sample Chicane "Saltwater" című számából. Ez a változat a 2020-as "I Want You To Stream" című kiadványra került fel először hivatalosan, korábban csak különféle koncertfelvételekről volt elérhető. 2024-ben a dal újabb átdolgozást kapott, új zenei alapokra helyezték.
2014-ben Tony Junior készített egy "Twerk Anthem" című számot, melyben a dal eredetijét dolgozta fel ő maga is - ennek hatására a "The Fifth Chapter" című albumra felkerült a dal "Tony Junior Remix"-e.
Olga Scheps zongoraművész a 2017-ben megjelent "100% Scooter - Piano Only" című lemezén eljátszotta a dal zongorára átírt változatát.

## Közreműködtek
- H.P. Baxxter (szöveg)
- Rick J. Jordan, Axel Coon (zene)
- Jens Thele (menedzser)
- Steve, Markus, Tanja, Nikk, Carsten, Jan, Michael, Martin, Susanne (közönséghang)
- Marc Schilkowski (borító)
- Frank-Lothar Lange (fényképek)

## Egyéb
- Videóklip a YouTube-on
- "How Much Is The Fish?" a Google Play Music-on
- "How Much Is The Fish?" az iTunes-on